# Карпищево (Тульская область)
Карпищево — деревня в Заокском районе Тульской области Российской Федерации (прежние названия: Карпищева, Скварцово). Входит в Романовский сельский округ Малаховского муниципального образования Малаховское.

## География
Расположена на севере Тульской области, в северной части Заокского района, в двух километрах от границы с Московской областью. Ближайший крупный город — Серпухов, расположен на северном берегу Оки, в 9 км к северу от деревни. Районный центр пгт Заокский, расположен в 8 км южнее деревни. По дорогам общего пользования путь до районного центра составляет около 10 км, в зависимости от выбранного маршрута.
Деревня расположена на месте впадения ручья Морокуша в речку Бимка, протекающую между деревней Карпищево и деревней Паршино, и впадающих в реку Скнига. В 2,5 км на северо-западе находится ближайшая железнодорожная станция Приокская Курского направления Московской железной дороги. В 1,5 км восточнее деревни пролегает старое Симферопольское шоссе, которое через три километра на севере соединяется с федеральной трассой М2 «Крым».
Рядом с деревней Карпищево расположены многочисленные населённые пункты и СНТ. С северо-западной стороны через овраг расположена деревня Паршино. В 1,5 километре на северо-востоке расположена деревня Верхнее Романово, рядом с которой располагается деревня Нижнее Романово.
Через деревню протекает ручей Морокуша в речку Бимка, протекающую между деревней Карпищево и деревней Паршино, и впадающих в реку Скнига, которая через 6 км на севере впадает в реку Ока.

## История
Деревня с названием Карпищево, в Каширском уезде, уже присутствует на карте Московской провинции 1774 года. Согласно Планам Генерального межевания Тульской губернии 1790 года, деревня носит название Скварцово и располагается в Алексинском уезде, при реке Скнига.
В изданной книге Списки населённых мест Российской империи, деревня указана как владельческое сельцо Карпищево при колодце, с 24 дворами и 225 жителями.
На Специальной карте Европейской России И. А. Стрельбицкого, составленной в 1865—1871 годах (лист 58, издание 1871 года), деревня указана под названием Карпищева. Согласно данным трёхвёрстной Военно-Топографическая карты Российской империи Ф. Ф. Шуберта и П. А. Тучкова деревня также носит название Карпищева.
В конце XIX века в деревне проживало некоторое количество хлыстов.
Согласно переизданной карте И. А. Стрельбицкого от 1918 года, деревня Карпищева отмечена на ней как селение размером до 30 дворов.
По данным карты РККА, к началу 1940-х годов, деревня Карпищева состоит из 50 дворов.
По данным карты генштаба на 1989 год, деревня приобретает своё современное название Карпищево и указана как деревня с населением около 80 человек.
Деревня имело выгодное расположение в связи с тем, что располагалась на Серпуховском тракте, который являлся соединял уездные города Серпухов и Алексин.
В советское время в деревне располагался совхоз, который после перестройки прекратил своё существование.

## Население
| 2010 |
| ---- |
| 69   |

## Внутреннее деление
- Романовские дачи-3 (ДНП)
- Романовские дачи-4 (ДНП)
- Солнечные дали (ГСК)[12]